# Isoptena
Isoptena is een geslacht van steenvliegen uit de familie groene steenvliegen (Chloroperlidae). De wetenschappelijke naam van het geslacht werd voor het eerst geldig gepubliceerd in 1909 door Günther Enderlein.

## Soorten
Isoptena omvat de volgende soorten:
- Isoptena serricornis (Pictet, 1841)